# Kardia
Kardia – starożytne miasto, kolonia Miletu i Klazomenaj lub Kolofonu na Chersonezmie Trackim.